# Condado de Hot Springs
O Condado de Hot Springs é um dos 23 condados do Estado americano do Wyoming. A sede do condado é Thermopolis, que é também a sua maior cidade. O condado tem uma área de 5190 km² (dos quais 31 km² estão cobertos por água), uma população de 4882 habitantes, e uma densidade populacional de 0,94 hab/km² (segundo o censo nacional de 2000).
O condado foi fundado em 1911 e recebeu o seu nome devido às fontes de água quente de Thermopolis, no seu território, incluídas no Hot Springs State Park.

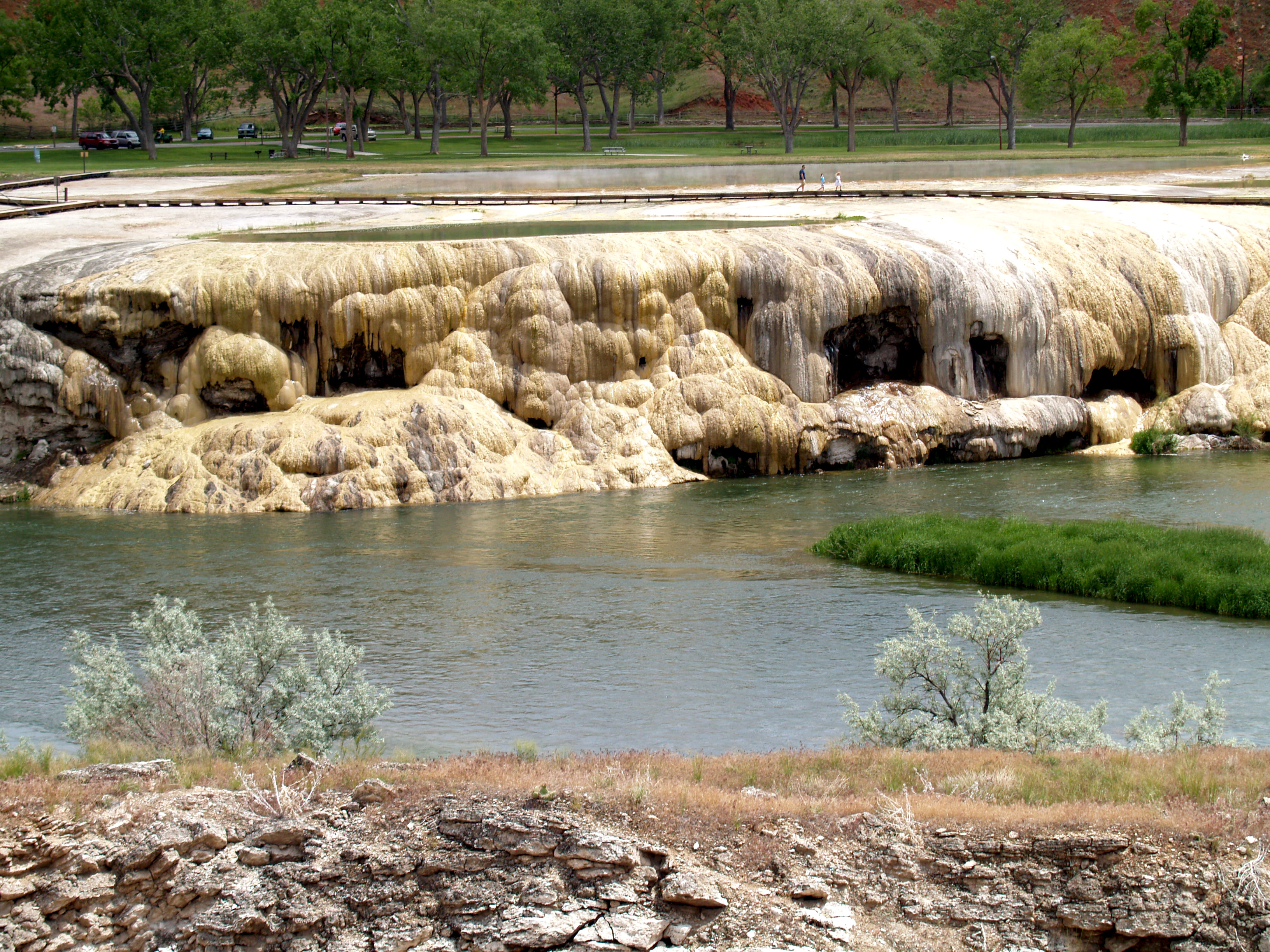
Formação de travertino no Hot Springs State Park, no condado de Hot Springs